# Ernst Bonsdorff
Ernst Jakob Waldemar Bonsdorff, född 23 januari 1842 i Fredrikshamn, död 9 februari 1936 i Helsingfors, var en finländsk skolman och matematiker. Han var bror till Axel Edvard Bonsdorff.
Bonsdorff blev filosofie doktor 1871. Han var 1864–1875 lärare vid Jyväskylä seminarium och 1875–1910 överlärare vid Finska normallyceum.
Bonsdorff utförde vissa försäkringsmatematiska beräkningar och medverkade till grundandet av försäkringsbolagen Suomi, Kullervo och Pohjola, vilkas styrande organ han tillhörde. Han publicerade en rad vetenskapliga undersökningar främst från invariansteorins och den högre geometrins områden samt skrev en mängd läroböcker i matematik och Tähtitiede (1899), en populärvetenskaplig framställning av astronomin. Sin långa levnad skildrade han i självbiografin Elämäni varrelta (1923).
Han förlänades professors titel 1884.